# IRF7
IRF7 (англ. Interferon regulatory factor 7) – білок, який кодується однойменним геном, розташованим у людей на короткому плечі 11-ї хромосоми. Довжина поліпептидного ланцюга білка становить 503 амінокислот, а молекулярна маса — 54 278.
| 10         |  | 20         |  | 30         |  | 40         |  | 50         |
| ---------- |  | ---------- |  | ---------- |  | ---------- |  | ---------- |
| MALAPERAAP |  | RVLFGEWLLG |  | EISSGCYEGL |  | QWLDEARTCF |  | RVPWKHFARK |
| DLSEADARIF |  | KAWAVARGRW |  | PPSSRGGGPP |  | PEAETAERAG |  | WKTNFRCALR |
| STRRFVMLRD |  | NSGDPADPHK |  | VYALSRELCW |  | REGPGTDQTE |  | AEAPAAVPPP |
| QGGPPGPFLA |  | HTHAGLQAPG |  | PLPAPAGDKG |  | DLLLQAVQQS |  | CLADHLLTAS |
| WGADPVPTKA |  | PGEGQEGLPL |  | TGACAGGPGL |  | PAGELYGWAV |  | ETTPSPGPQP |
| AALTTGEAAA |  | PESPHQAEPY |  | LSPSPSACTA |  | VQEPSPGALD |  | VTIMYKGRTV |
| LQKVVGHPSC |  | TFLYGPPDPA |  | VRATDPQQVA |  | FPSPAELPDQ |  | KQLRYTEELL |
| RHVAPGLHLE |  | LRGPQLWARR |  | MGKCKVYWEV |  | GGPPGSASPS |  | TPACLLPRNC |
| DTPIFDFRVF |  | FQELVEFRAR |  | QRRGSPRYTI |  | YLGFGQDLSA |  | GRPKEKSLVL |
| VKLEPWLCRV |  | HLEGTQREGV |  | SSLDSSSLSL |  | CLSSANSLYD |  | DIECFLMELE |
| QPA        |  |            |  |            |  |            |  |            |

A: Аланін

C: Цистеїн

D: Аспарагінова кислота

E: Глутамінова кислота

F: Фенілаланін

G: Гліцин

H: Гістидин

I: Ізолейцин

K: Лізин

L: Лейцин

M: Метіонін

N: Аспарагін

P: Пролін

Q: Глутамін

R: Аргінін

S: Серин

T: Треонін

V: Валін

W: Триптофан

Кодований геном білок за функціями належить до активаторів, фосфопротеїнів. 
Задіяний у таких біологічних процесах, як імунітет, вроджений імунітет, взаємодія хазяїн-вірус, транскрипція, регуляція транскрипції, противірусний захист, ацетилювання, альтернативний сплайсинг. 
Білок має сайт для зв'язування з ДНК. 
Локалізований у цитоплазмі, ядрі.